# Sonett 18

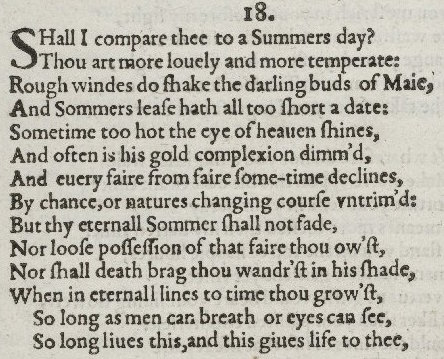
Sonett 18 in der Quarto-Ausgabe von 1609

Sonett 18 ist eines der bekanntesten der 154 Sonette des englischen Dichters William Shakespeare, erstmals veröffentlicht 1609. In dem Gedicht vergleicht das lyrische Ich die angebetete Person mit einem Sommertag und feiert ihre Unvergänglichkeit in den Versen des Dichters. Das Sonett ist in viele Sprachen übersetzt und vertont worden, unter anderem über 150 Mal ins Deutsche.

## Entstehung
Shakespeares Sonette wurden in gesammelter Form erstmals 1609 von Thomas Thorpe in London herausgegeben, unter dem Titel Shakespeare’s Sonnets. Never before Imprinted. Aufgrund ihres Buchformats wird diese Ausgabe in der Shakespeare-Forschung als „Quarto-Ausgabe“ bezeichnet. Es ist ungeklärt, ob die Veröffentlichung von Shakespeare selbst gewollt war oder ohne Einverständnis des Autors geschah. Die Zahl der Druckfehler und Entstellungen spricht für eine Veröffentlichung ohne Beteiligung Shakespeares.
1639 brachte der Verleger John Benson eine neue Ausgabe heraus, in der er sich zwar auf die Quarto-Ausgabe stützte, die Sonette jedoch neu anordnete und auch mit anderen Gedichten, hinter denen er Shakespeare als Autor vermutete, vermischte. Diese Ausgabe blieb lange die Standardausgabe, bis 1780 E. Malone eine kritische Ausgabe auf der Grundlage der Quarto-Ausgabe herausgab. Malone kehrte auch wieder zu Thorpes Nummerierung der Sonette zurück. Diese Ausgabe ist der Ausgangspunkt für alle späteren Neuausgaben, die eine möglichst unverfälschte Wiedergabe anstreben.
Aufgrund der Zeitbezüge in den Sonetten geht man davon aus, dass sie deutlich früher als 1609 entstanden sind. In den 1590er Jahren spielten Zeitgenossen auf Shakespeares lyrisches Werk an, so dass die Forschung davon ausgeht, dass er die Manuskripte seiner Sonette unter Freunden zirkulieren ließ.

## Inhalt
Das lyrische Ich spricht eine von ihm geliebte Person an (es ist im Gegensatz zu den vorangegangenen Gedichten nicht eindeutig, ob es sich um einen Mann oder eine Frau handelt). Die Persona des Dichters wirft die Frage auf, ob er die geliebte Person mit einem Sommertag vergleichen solle: Shall I compare thee to a summer’s day? Von der zweiten Zeile beantwortet der Dichter dies gleich negativ, denn der oder die Geliebte sei lieblicher und maßvoller, der Sommertag sei wechselhaft und könne jederzeit an Schönheit einbüßen, die Sonne könne mal zu heiß scheinen, mal von Wolken verdeckt werden. In der dritten Strophe verkündet der Dichter den Wunsch, dass der oder die Geliebte in den Zeilen des Sonetts ewig weiterleben möge. Im abschließenden Zweizeiler sagt er, dass seine Dichtung der oder dem Geliebten ewiges Leben schenkt.

### Text (Originalausgabe von 1609)
Shall I compare thee to a Summer’s day?

Thou art more louely and more temperate:

Rough windes do ſhake the darling buds of Maie,

And Summer’s leaſe hath all too ſhort a date:

Sometime too hot the eye of heauen shines,

And often is his gold complexion dimm'd,

And euery fair from fair ſome-time declines,

By chance, or natures changing courſe vntrimm'd:

But thy eternall Summer ſhall not fade,

Nor loſe poſſeſſion of that fair thou ow’ſt,

Nor ſhall death brag thou wander’ſt in his ſhade,

When in eternall lines to time thou grow’ſt,

So long as men can breathe or eyes can ſee,

So long liues this, and this giues life to thee,

### Deutsche Übersetzung von Emil Wagner (Ludwig Reinhold Walesrode)
Soll ich vergleichen dich dem Sommertag?

Nein, nicht so lieblich ist er und so mild;

Wie oft der Sturm des Frühlings Knospen brach,

Und Sommer weilt nur flüchtig im Gefild!

Oft scheint des Himmels goldnes Aug’ zu heiß,

Oft trübet sich sein strahlend Angesicht,

Und wie oft schwindet seiner Schönheit Preis,

Wenn Zufall oder die Natur sie bricht!

Doch nie ein Ende deinem Sommer droht,

Verlust des Schönen nie, was dir gehört;

Dich zu umschatten, rühmt sich nie der Tod,

Wenn du in ew’gen Liedern wirst verklärt;

So lang’ ein Athem weht, ein Auge sieht,

Lebt und verleiht dir Leben dieses Lied.

## Form
Shakespeares Sonette lassen sich aufgrund ihres Adressaten in mehrere Gruppen aufteilen: Sonette, die eindeutig oder aufgrund ihres Kontextes einen Mann ansprechen, Sonette, die eindeutig oder aufgrund ihres Kontextes eine Frau ansprechen, sowie Sonette, die eine Frau oder einen Mann ansprechen könnten. Sonett 18 gehört zur letztgenannten Gruppe. Im Sonettzyklus folgt Sonett 18 auf 17 Sonette, in denen Shakespeare einen jungen Mann dazu aufruft, seine Schönheit durch Heirat und Kinder weiterleben zu lassen, weshalb oft angenommen wird, auch Sonett 18 richte sich an einen jungen Mann; der Text selbst lässt dies jedoch offen.
Die Sonette Shakespeares durchziehen verschiedene wiederkehrende Themen, darunter Begehren und Sexualität, Schönheit, Zeit, Vergänglichkeit und die Rolle der Dichtung. Zur Illustration verwendet der Autor eine abwechslungsreiche Bildersprache; besonders eingängig für den modernen Leser dürften Bilder aus der Natur sein, aber es kommen auch Bilder aus den Gebieten des Handels, des Gewerbes und des Kriegswesens vor.
Sonett 18 greift Bilder aus der Natur auf und thematisiert Vergänglichkeit und die Rolle der Dichtung. Das Gedicht beginnt mit einer rhetorischen Frage, in der der oder die Geliebte mit dem Sommer verglichen wird. Anschließend verneint der Dichter jedoch eine Ähnlichkeit mit dem Sommer oder mit der Natur im Allgemeinen, zählt nicht wünschenswerte Extreme in der Natur auf (raue Winde, Hitze, Kälte) und erwähnt die Vergänglichkeit in der Natur. Das Sonett endet damit, dass der Dichter den Leser an die lebensspendende Macht der Lyrik erinnert:
So long as men can breathe or eyes can see,

So long lives this, and this gives life to thee.
Formal gesehen ist Sonett 18 ein typisches Shakespeare-Sonett mit 14 Zeilen in fünfhebigen Jamben, angeordnet in drei Quartetten (Vierzeilern) und einem abschließenden Zweizeiler, mit dem Reimschema [abab cdcd efef gg]. Das Shakespeare-Sonett unterscheidet sich damit von der italienischen Originalform, die aus zwei Quartetten und zwei Terzetten besteht. Kritiker haben bemerkt, dass der abschließende Zweizeiler sich dazu anbietet, die These des Gedichts zusammenzufassen oder eine überraschende Wendung einzuführen. Edmondson und Wells schreiben, dass „in den schwächsten Fällen“ (at its weakest) der Zweizeiler ohne Bezug nur an den Rest des Gedichtes angehängt sei, wie dies auch bei Sonett 18 der Fall sei.

## Rezeption
Shakespeares Sonette wurden 1609 veröffentlicht, als die große Begeisterung für Sonettzyklen, wie etwa von Thomas Wyatt oder Philip Sidney, bereits wieder verebbt war. Im Gegensatz zu seinem dramatischen Werk wurden Shakespeares Gedichte eher wenig beachtet oder trafen sogar auf Ablehnung. Kritiker störten sich an der Thematisierung einer homoerotischen Beziehung und der teilweise zynischen Darstellung einer heterosexuellen Liebe. Ab dem 18. Jahrhundert wurden die Sonette wiederentdeckt und zunehmend wertgeschätzt, auch befasst sich die literaturwissenschaftliche Forschung intensiv mit ihnen. Zu den untersuchten Themen zählen die Frage nach dem Originaltext, die Datierung, die Anordnung der Sonette, ihre Authentizität und speziell die biografischen Zusammenhänge. Spekulationen über Zusammenhänge zwischen den Inhalten der Sonette und Ereignissen in Shakespeares Leben erreichten im Zeitalter der Romantik ihren Höhepunkt.
Der Literaturwissenschaftler Gary Waller bezeichnet die Sonette als „the greatest collection of love poems in the language“ (dt. „die großartigste Liebesgedichtsammlung in der [englischen] Sprache“). Die Sonette erfreuen sich beim Publikum großer Beliebtheit und wurden vielfach übersetzt und vertont. Sonett 18 dürfte das bekannteste Gedicht aus dem Sonettzyklus sein.
Zu den Tonaufnahmen zählt unter anderem eine Lesung The Complete Shakespeare Sonnets: Read by Outstanding Actors of the American and British Stage von 2000 mit Schauspielern wie Al Pacino, Natasha Richardson, Patrick Stewart und Kathleen Turner. In der Tonaufzeichnung When Love Speaks der Royal Academy of Dramatic Art anlässlich des Valentinstags 2002 wurden 47 Sonette von bekannten Schauspielern vorgetragen, darunter John Gielgud, Juliet Stevenson und Kenneth Branagh. Sonett 18 wurde in einer Musicalvertonung mit Bryan Ferry als Sänger berücksichtigt. Auch viele weitere musikalische Umsetzungen gibt es; allein von Sonett 18 sind im Shakespeare Music Catalog von 1991 über 120 Vertonungen verzeichnet. 2020 interpretierte Frances McDormand das Sonett im Film Nomadland.
Shakespeares Sonette gehören zu den am meisten ins Deutsche übersetzten Werken der Weltliteratur. Auch ohne Teil- und Auswahlübersetzungen mitzurechnen, liegen über 40 Gesamtübertragungen vor. Von Sonett 18 gibt es sogar über 150 deutschsprachige Übersetzungen, darunter Klassiker wie die Übersetzung von Dorothea Tieck, aber auch Parodien und Übertragungen in Dialekte des Deutschen, die 2003 auch erstmals in einer Ausgabe gemeinsam abgedruckt wurden.

## Textausgaben

### Originaltext in englischer Sprache
- Katherine Duncan-Jones (Hrsg.): Shakespeare’s Sonnets, überarbeitete Auflage. The Arden Shakespeare. Bloomsbury Publishing, London 2010, ISBN 978-1-4080-1797-5.

### Deutsche Übersetzungen
- William Shakespeare: The Sonnets – Die Sonette, englisch und in ausgewählten deutschen Versübersetzungen mit Anmerkungen und Nachwort herausgegeben von Raimund Borgmeier. Reclam, Stuttgart 1974, ISBN 3-15-009729-0.
- Jürgen Gutsch (Hrsg.): „… lesen, wie krass schön du bist konkret“. William Shakespeare, Sonett 18, vermittelt durch deutsche Übersetzer. 2. Auflage. EDITION SIGNAThUR, Dozwil/TG/Schweiz 2017.

## Sekundärliteratur
- Paul Edmondson, Stanley Wells: Shakespeare’s Sonnets. Oxford University Press: Oxford 2004, ISBN 978-0-19-925611-2.
- Ina Schabert (Hrsg.): Shakespeare-Handbuch, 5. Auflage. Alfred Kröner, Stuttgart 2009, ISBN 978-3-520-38605-2.
- Stanley Wells (Hrsg.): The Cambridge Companion to Shakespeare Studies. Cambridge University Press, Cambridge 1986, ISBN 978-0-521-31841-9.